# Herrgott aus Sta
Herrgott aus Sta (wienerisch für Herrgott aus Stein) ist ein von Karl Hodina geschriebenes Wienerlied.

## Entstehungsgeschichte
Karl Hodina schuf mit seinem 1962 komponierten und getexteten „Herrgott aus Sta“, das auf ein Erlebnis aus der eigenen Jugend zurückgeht, in sprachbetonter Melodik, aber mit einfacher Harmonik und geringem Tonumfang einen an die Tradition anknüpfenden, modernen Typus des Wienerliedes, das heute dem Wiener Chanson zugerechnet wird.

## Inhalt
Der Erzähler versteckte als Kind seine Habseligkeiten, namentlich ein Kittröhrl und Stolln, hinter einer figuralen Gottesdarstellung. Als Erwachsener findet er nun diese Statue zerbrochen auf der Straße. Im Lied wird ein altes Haus in der Speckbachergasse in Ottakring als Ort der Handlung genannt.

## Trivia
In der Speckbachergasse 14 etablierte sich in den 1980er Jahren ein Heurigenlokal mit dem Namen „Herrgott aus Sta“. Karl Hodina trat bis zu zwei Mal pro Monat in diesem Lokal auf und spielte Wienerlieder.